# Gal·licanisme
El gal·licanisme és una doctrina teològica sostinguda pel clericat francès que limita la jurisdicció de la Santa Seu a França i la sotmet al concili i als costums d'església francesa. En l'aspecte polític defensa la submissió de l'església francesa a l'autoritat reial, fet que esdevingué essencial durant l'absolutisme en esdevenir Lluís XIV -a efectes pràctics- cap de l'Església a França. Presenta concomitàncies amb l'anglicanisme i amb el Presbiterianisme. L'etimologia prové de la denominació romana per referir-se al territori que posteriorment ocuparia el regne de França, la Gàl·lia.

## Història

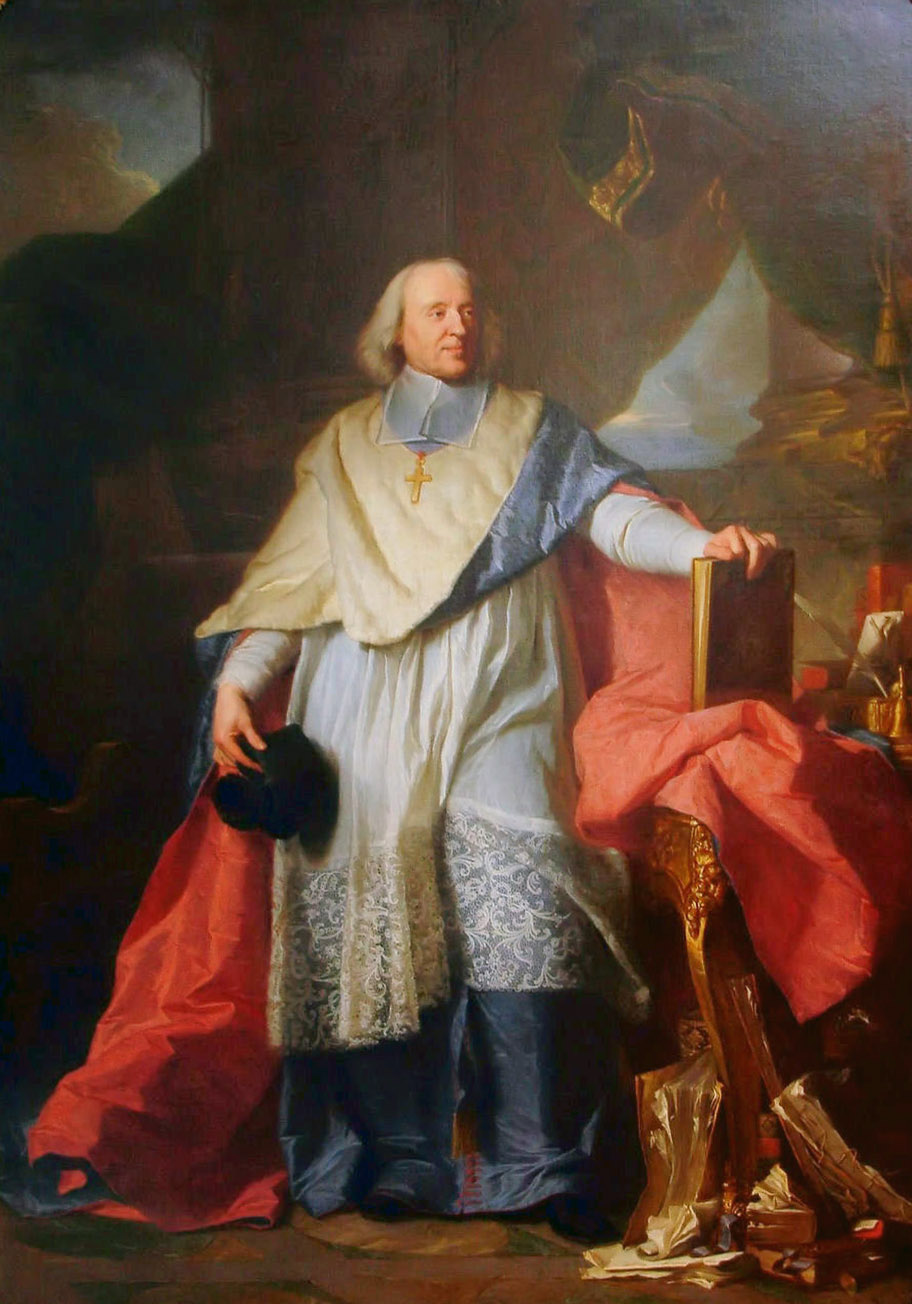
Retrat de Jacques-Bénigne Bossuet (Obra de Hyacinthe Rigaud).

Els precedents es troben en les lluites entre Felip IV de França i el Sant Pare Bonifaci VIII que desembocaren en la consolidació del poder reial enfront del Papa. El Cisma d'Occident debilità la posició de la Santa Seu i en la Pragmàtica Sanció de Bourges (1438), proclamada per una assemblea del clericat francès i esdevinguda llei per Carles VII de França, es consagrava el principi que l'autoritat de la Santa Seu a França estava limitada pels cànons i les tradicions de l'església francesa. Durant el segle xvi i xvii Pierre Pithou i Edmund Richer teoritzaren formalment el gal·licanisme. La submissió de l'església de França al rei s'afermà amb l'absolutisme -tots els poders supeditats al monarca- durant el regnat de Lluís XIV de França i fou teoritzat per Jacques-Bénigne Bossuet (Declaratio cleri gallicani, 1682) recoltzant-se en quatre principis bàsics:
1. La jurisdicció del Papa és estrictament espiritual, i en les coses temporals -govern i política- els reis són preeminents sobre la Santa Seu.
2. Conciliarisme: el Concili està per sobre del Papa.
3. La jurisdicció del Papa està limitada pels cànons, regles i costums de l'església francesa
4. Únicament el consens de tota l'Església universal converteix en irreformables les decisions doctrinals del papa.

### El Gal·licanisme en el regnat de Lluís XIV
Lluís XIV, com monarca absolutista, considerava que sota el poder del rei és on havia de residir tant la política com la religió de França. Veia la Religió com una institució pròpia que podia posar en perill la monarquia o suposar un obstacle per al desenvolupament del seu poder. Per aquest motiu, va voler controlar-la i exercir el seu poder en ella.
Els conflictes amb una minoria hugonot, la creació d'una església nacional i els conflictes jansenistes eren els principals problemes que Lluís XIV havia de solucionar, en l'aspecte religiós.

#### Augment del poder del rei
Malgrat l'autoritat de Lluís XIV i el seu absolutisme, a Europa la figura del Papa era molt rellevant. Al segle xvii, el pontífex exigia el màxim poder eclesiàstic, encara que ja s'havien viscut episodis de revoltes per qüestions religioses a l'Alemanya protestant.
El 19 de maig de 1692 Lluís XIV de França reuní el clericat francès i declarà solemnement les Llibertats gal·licanes que sotmetien totalment l'església francesa al domini del monarca absolut en tant que un ordre del Papa havia de ser acceptada només si comptava amb l'aprovació o firma del rei i el Parlament francès. França, s'emparava en les llibertats gal·licanes per limitar el poder del Papa als dominis del rei, Lluís XIV. Aquestes llibertats gal·licanes d'origen Alt Medieval, limitaven el poder del papa a la realització de la investidura espiritual, i era el rei qui nomenava bisbes. D'aquesta manera, el rei podia nomenar com a bisbes, persones properes i fidels que no posessin en perill els seus interessos personals i li oferissin suport en els conflictes papals.

#### Control econòmic
A poc a poc, el rei va anar demanant més poder en els aspectes religiosos del seu territori, primerament foren els nomenaments dels bisbes i, posteriorment, el control del “Dret de Regalia”, que suposava el domini dels ingressos dels bisbes o arquebisbes que havien mort fins que el successor jurés fidelitat al rei. Malgrat que no es va fer de manera legal, tant bisbes com arquebisbes van acceptar la decisió del rei. Així, el rei va acabar controlant el Dret de Regalia totalment.
L'Església emeté tan sols condemnes moderades a fi d'evitar un nou cisma durant l'enfrontament amb Enric VIII d'Anglaterra i mantingué aquesta actitud des d'Alexandre VII el 1690 fins al Concili Vaticà I (1869). En aquest concili el gal·licanisme fou condemnat en la constitució dogmàtica Pastor Aeternus, per bé que uns quants anys abans els bisbes francesos ja havien renunciat a tal doctrina.
En l'aspecte polític i durant la revolució francesa aquestes posicions quedaren establertes oficialment el 12 de juliol de 1790 quan l'Assemblea Constitucional aprovà la Constitució Civil del Clericat. Durant el Segon Imperi francès i a instàncies del Papa Pius IX (Encíclica del 21 de març de 1853), el bisbes francesos reunits a Amiens reprovaren el gal·licanisme com a doctrina fora de la fe catòlica i oposat a l'esperit de l'Església.